# Kaʿb al-Ahbār
Kaʿb al-Ahbār (arabisch كعب الأحبار, DMG Kaʿb al-Aḥbār; gest. zwischen 652 und 655 in Homs) war ein jemenitischer Jude, der während des Kalifats von Umar ibn al-Chattab zum Islam konvertierte, sich als Koranexeget betätigte und in der islamischen Traditionsliteratur als Übermittler jüdischen und altsüdarabischen Legendenguts erscheint. Zu denjenigen, die von ihm überlieferten, gehörten ʿAbdallāh ibn ʿAbbās, ʿAbdallāh ibn ʿUmar, ʿAbdallāh ibn az-Zubair, Abū Huraira und Saʿīd ibn al-Musaiyab.

## Leben
Die Angaben über Kaʿbs Leben sind spärlich. Nach Ibn ʿAsākir entstammte er der Familie Dhū Raʿīn, die dem jemenitischen Stamm Himyar zugehörte. Sein eigentlicher Name wird mit Abū Ishāq Kaʿb ibn Mātiʿ al-Himyarī angegeben. Kaʿb kam unter dem Kalifat Abū Bakrs oder ʿUmars nach Medina und konvertierte zum Islam. ʿUmar machte ihn zu seinem Berater, so dass Kaʿb den Kalifen begleitete, als dieser 638 Jerusalem für die Muslime in Besitz nahm. In verschiedenen Berichten, die at-Tabarī überliefert, wird davon erzählt, wie Kaʿb dem Kalifen die heiligen Stätten in der Stadt zeigte und die islamische Einnahme der Stadt propagandistisch als Erfüllung biblischer Prophetien deutete. Er soll es auch gewesen sein, der ʿUmar den ehrenden Beinamen al-Fārūq verlieh. Dieser Titel wurde damals in jüdischen Kreisen im Zusammenhang mit dem Messias gebraucht. Das Näheverhältnis zum Kalifen scheint auch danach noch weiter bestanden zu haben. Nach einem Bericht bei at-Tabarī sagte Kaʿb drei Tage vor ʿUmars Tod dessen Eintreten voraus.
Auch während des Kalifats von ʿUthmān ibn ʿAffān scheint Kaʿb noch eine wichtige politische Rolle gespielt zu haben. Als asketische Kreise in Syrien gegen den Kalifen den Vorwurf der Selbstbereicherung erhoben, soll Kaʿb ihn dagegen verteidigt haben. Dies brachte ihm einen körperlichen und verbalen Angriff des Prophetengefährten Abū Dharr al-Ghifārī ein, bei dem auch seine jüdische Herkunft thematisiert wurde. Nach diesem Zwischenfall versuchte Muawiya, Kaʿb als seinen Berater nach Damaskus zu ziehen,. doch zog er sich wahrscheinlich nach Homs zurück. Nach Ibn ʿAsākir starb er dort im Jahre 33 der Hidschra (= 653/654 n. Chr.), doch überliefert er auch die Auffassung, dass er erst ein Jahr vor der Ermordung ʿUthmāns starb.

## Koranexegese
Im Rahmen seiner Koranexegese führte Kaʿb zahlreiche Legenden und Erzählmotive, die aus dem Talmud und Midrasch stammen, in den Islam ein. In Anknüpfung an die dritte Sure (Āl ʿImrān), Vers 96 schrieb er zum Beispiel der Kaaba eine ähnliche Rolle in der Kosmogonie zu, wie sie Jerusalem in jüdischen Legenden hatte: am Anfang, vierzig Jahre vor der Schöpfung der Himmel und der Erde, sei die Kaaba der Schaum über dem Wasser gewesen; von ihr her habe dann Gott die Erde ausgebreitet. Auch die Vorstellung von der „wohlverwahrten Tafel“ (lauḥ maḥfuẓ), die an eine Stelle im Koran (Sure 85:22) anknüpft, geht wahrscheinlich auf Kaʿb zurück. Es handelt sich um eine Art himmlischer Urtafel, die das gesamte irdische Geschehen bereits enthalten soll. Immer wenn Gott etwas hervorbringen will, so lehrte Kaʿb, befiehlt er seiner Feder, auf diese Tafel zu schreiben. Anschließend lässt er die Tafel zu Isrāfīl herab, einem gewaltigen Engel, dessen Körper vom Himmel bis in die Hölle reicht. Isrāfīl liest dann die Tafel ab und übermittelt die göttlichen Befehle an den Erzengel Michael, dem wiederum eine Unzahl anderer Engel zur Verfügung stehen, die die göttlichen Befehle dann auf der Welt umsetzen. Auf diese Weise steuert Gott das Geschehen auf der Welt.

## Kaʿb als jüdischer Zeuge für Mohammeds Prophetentum
Kaʿb al-Ahbār diente schon früh bei den Muslimen als Zeuge dafür, dass die jüdischen Schriften Mohammeds Kommen vorhergesagt hatten. Eine Erzählung, die Muhammad ibn Saʿd in seinem Tabaqāt-Werk anführt, berichtet davon, dass Kaʿb einmal gefragt wurde, warum er erst unter dem Kalifat von ʿUmar zum Islam übergetreten sei. Hierauf erzählte er, dass sein Vater ihm in seiner Jugend ein Buch aushändigt habe, das er aus der Torah zusammengestellt hatte. Alle anderen jüdischen Bücher habe er jedoch unter Verschluss gehalten und ihm unter Eid verboten, darin zu lesen. Erst nach dem Tode Mohammeds habe er sich entschlossen, den Eid, den er seinem Vater gegeben hatte, zu brechen und die Bücher zu studieren. Darin habe er dann eine Beschreibung des Propheten und seiner Gemeinschaft gefunden, die ihn dazu brachte, den Islam anzunehmen. Diese Legende brachte Kaʿb den Ruf ein, im Besitz einer geheimen jüdischen Buchüberlieferung zu sein, die Mohammeds Anspruch auf die Prophetie bestätigte.
ʿUmāra ibn Wathīma al-Fārisī, der im 9. Jahrhundert das erste Qisas al-anbiyāʾ-Werk abfasste, führt darin in Kaʿbs Namen eine Erzählung an, wonach Gott schon am Anfang der Zeiten, noch bevor er Adam erschuf, den Engel Gabriel damit beauftragte, das Licht Mohammeds von dem Ort seines Grabes, der zu jener Zeit der lichteste Ort auf der ganzen Welt war, aufzunehmen. Dieses Licht wurde dann mit dem Wasser von zwei Paradiesquellen zu einer weißen Perle geknetet und nach der Erschaffung Adams in dessen Körper platziert, um von Generation zu Generation weitergegeben zu werden und erst mit dem Auftreten Mohammeds Menschenform anzunehmen. Diese Erzählung über Mohammeds Präexistenz wurde in viele arabische spätere Werke übernommen und ist dort noch weiter ausgestaltet worden.

## Das negative Kaʿb-Bild
Schon früh wurde Kaʿb allerdings auch vorgeworfen, dass er versucht habe, heimlich jüdische Bräuche und Vorstellungen in den Islam einzuführen. So gibt es einen Bericht bei at-Tabari, demzufolge er versucht hatte, den Kalifen ʿUmar dazu zu bringen, den Gebetsplatz in Jerusalem im hinteren Teil des Tempelbergs einzurichten, so dass die Muslime beim Gebet nach Mekka auch zum Felsen hin gebetet hätten. Umar soll jedoch diesen Versuch, den von den Juden verehrten Felsen zur Qibla der Muslime zu machen, durchschaut und deswegen den Gebetsplatz in den vorderen Bereich des Ḥaram verlegt haben. Nachdem später Gelehrte wie Ibn Kathīr Erzählungen biblischer Herkunft als dem Islam fremde Isrā'īlīyāt gebrandmarkt hatten, wurde das auf Kaʿb al-Ahbār zurückgeführte Legendenmaterial erheblich kritischer beäugt.
Im Zuge der Auseinandersetzung mit dem modernen Staat Israel hat sich der Ton der arabischen Gelehrten gegenüber Kaʿb noch weiter verschärft. Mahmūd Abū Rayya, ein Schüler von Raschīd Ridā, ist sogar so weit gegangen, Kaʿb eine Verschwörung gegen den Islam vorzuwerfen und ihn in einem Artikel aus dem Jahre 1946 als ersten Zionisten zu bezeichnen. Aufgrund dieser Polemik sah sich Abd Alfatah Twakkal in seiner 2007 an der McGill University eingereichten Masterarbeit dazu aufgerufen, Kaʿb al-Ahbār als Traditionarier zu rehabilitieren.